# ロキの口論

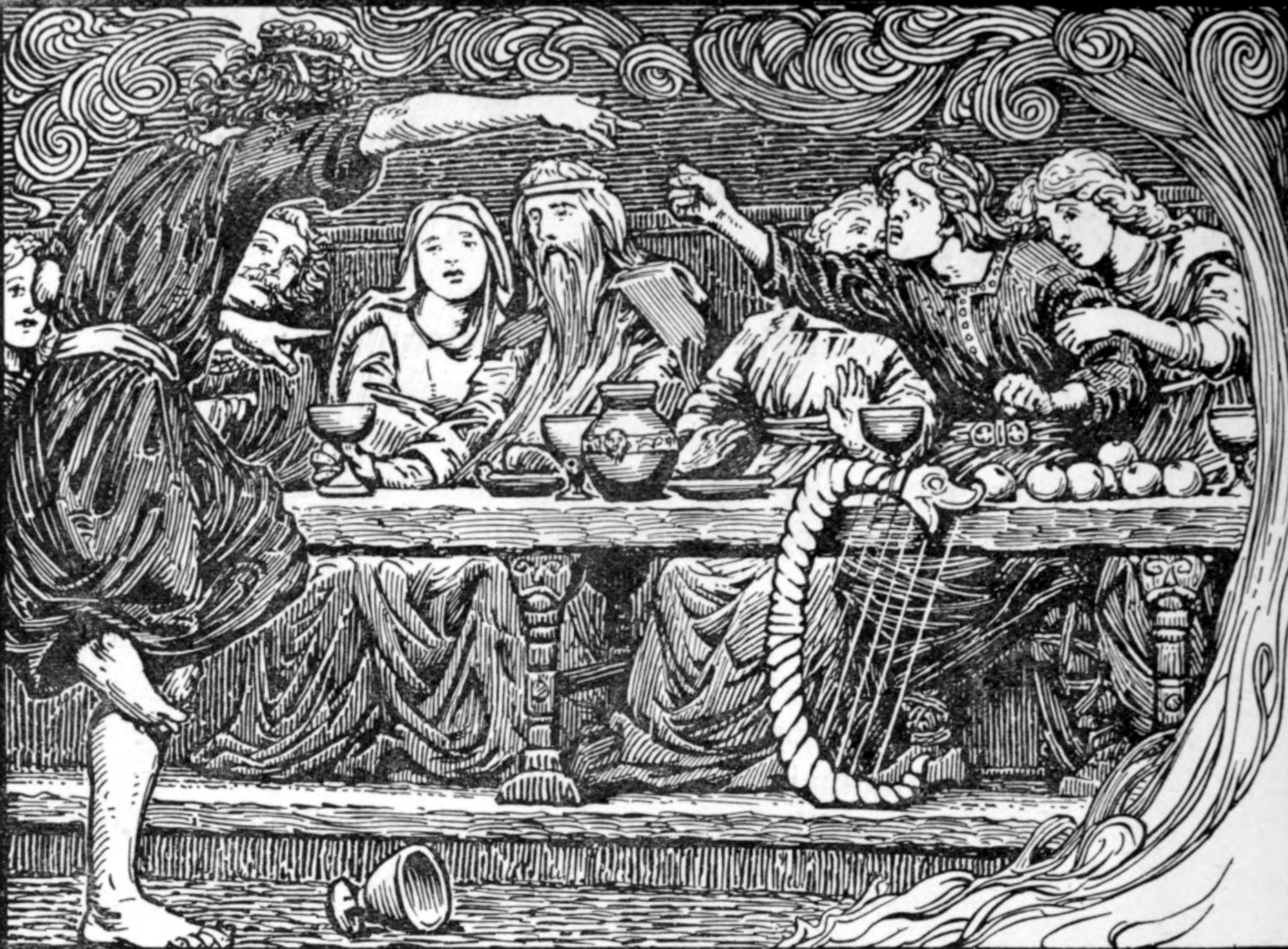
ブラギを侮辱するロキ。『The Elder or Poetic Edda, commonly known as Sæmund's Edda.』（1908年）の挿絵より

『ロキの口論』（ロキのこうろん、古ノルド語：Lokasenna ロカセナ）とは、『古エッダ』に登場する詩の一節である。この詩の中でロキは他の神々と侮言の応酬を繰り広げ、彼らを告発する。
この物語はバルドルの死の後の話である。

## あらすじ
エーギルの館では宴が催されており、多くの神々やアールヴたちが集まっていた。
エーギルの従者であるフィマフェングとエルディルは神々の称賛を受けていた。ロキはそれに耐え切れず、フィマフェングを殺害する。外へと追い出されたロキは、エルディルと話を交わす。ロキが会場に戻ってくると、神々は静まりかえった。ロキは「血の約束」（ロキとオーディンが互いの血を混ぜ合わせ、義理の親子となったこと）を盾にとり、オーディンに自分の席と酒杯を用意するよう要求する。オーディンはそれに応じ、息子ヴィーザルに用意させる。
ロキはまず、ブラギが臆病者であると指摘する。他の神々は間に割って入り、ロキを咎め、あるいは宥めようとするが、逆に彼に罪や欠点を暴露され、次々と侮辱されることになる。イズン、ゲフィオン、オーディン、フリッグ、フレイヤ、ニョルズ、テュール、フレイ、ビュグヴィル、ヘイムダル、スカジ、シヴ、ベイラらがその対象となった。
そこにトールが帰ってくる。彼は東方に出かけており、宴会に出席していなかったのだ。 トールはロキを威すが、また彼もウートガルザ・ロキの策略に嵌ったことを告発される。最後にロキは「全てが火に包まれる」ことをほのめかして退出する。
韻文部の後に続く散文部では、ロキの捕縛と呼ばれる挿話が触れられている（その詳細は『スノッリのエッダ』第1部『ギュルヴィたぶらかし』第50章で語られている）。この挿話を経て、北欧神話の物語はラグナロクへと向かうことになる。